# 7e étape du Tour de France 1994
Pour un article plus général, voir Tour de France 1994.
La 7e étape du Tour de France 1994 a lieu le 9 juillet 1994 entre la ville de Rennes et le Futuroscope (communes de Chasseneuil-du-Poitou et Jaunay-Clan) sur une distance de 259,5 km. Elle est remportée par Ján Svorada à l'issue d'un sprint massif.

## Parcours
Cette étape comporte trois sprints intermédiaires (à Rougé, Loudun et Lencloître), et une difficulté comptant pour le Grand Prix de la montagne, à Marigny-Brizay, classée en quatrième catégorie.

## La course

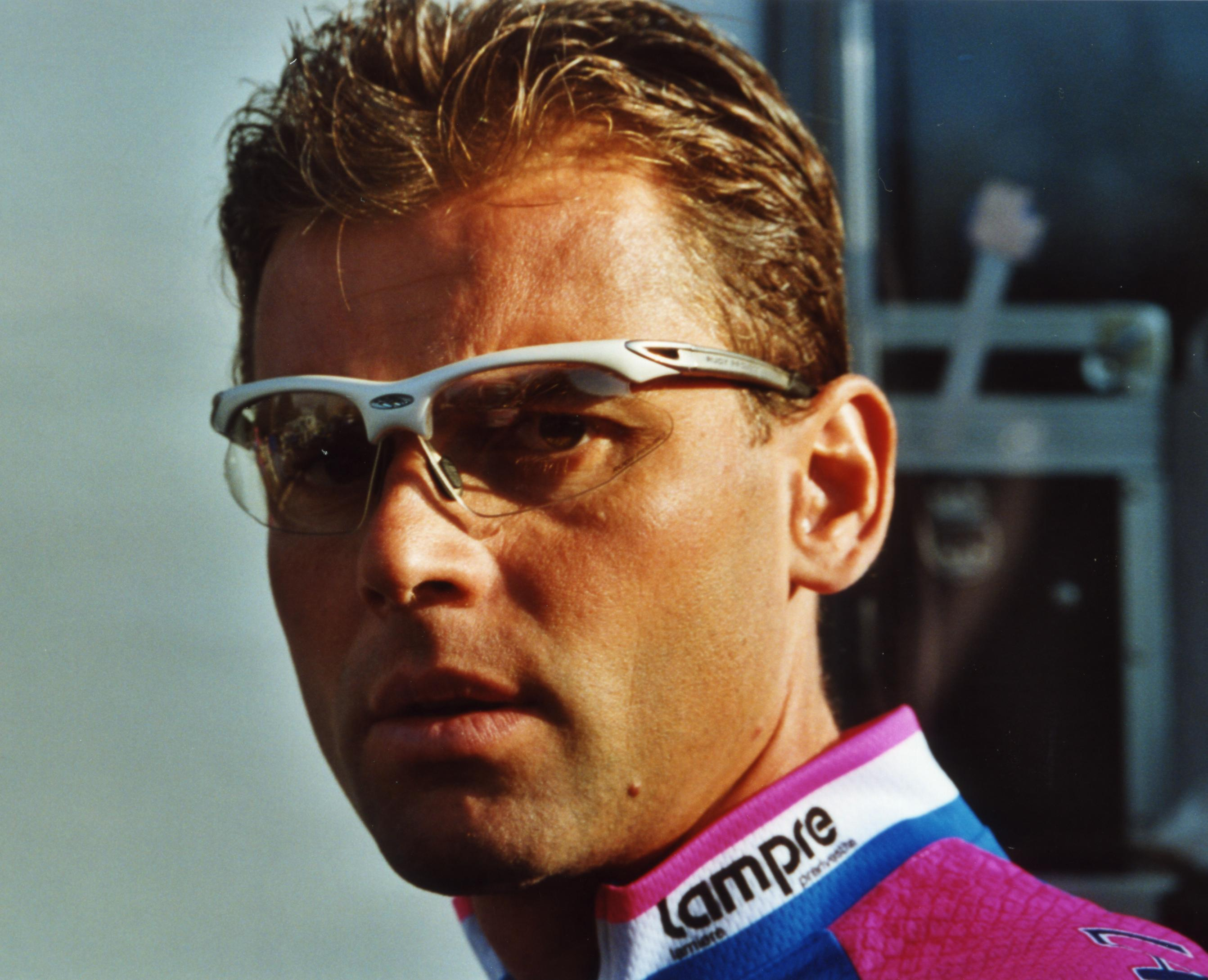
Ján Svorada, vainqueur de l'étape, ici photographié en 2001.

Le début de course est animé mais les attaques sont neutralisées par les équipes de sprinters, lesquelles sont intéressées par le sprint intermédiaire de Rougé, remporté par Djamolidine Abdoujaparov. Finalement, Eros Poli parvient à s'échapper en solitaire au 60e kilomètre. Il creuse un écart maximal de plus de 18 minutes, mais le peloton réduit l'écart sous la conduite de l'équipe GB-MG, relayée ensuite par l'équipe Telekom. Après 166 kilomètres d'échappée, Poli est repris par le peloton deux kilomètres avant le sprint intermédiaire de Lencloître : Johan Museeuw remporte ce dernier et prend six secondes de bonification, qui lui permettent de reprendre la tête du classement général.
Dans le final, Viatcheslav Ekimov attaque à moins de 4 kilomètres de l'arrivée, tandis que Gianni Bugno est retardé par une chute. Ekimov est finalement repris à 500 mètres de la ligne, et Ján Svorada s'impose au sprint, sa première victoire d'étape sur le Tour de France, la première également pour un coureur slovaque. Johan Museeuw s'empare du maillot jaune au détriment de Sean Yates.

## Classement de l'étape
| Classement de la 7e étape | Classement de la 7e étape | Classement de la 7e étape | Classement de la 7e étape | Classement de la 7e étape |
|                           | Coureur                   | Pays                      | Équipe                    | Temps                     |
| ------------------------- | ------------------------- | ------------------------- | ------------------------- | ------------------------- |
| 1er                       | Ján Svorada               | Slovaquie                 | Lampre-Panaria            | en 5 h 56 min 50 s        |
| 2e                        | Djamolidine Abdoujaparov  | Ouzbékistan               | Polti-Vaporetto           | m.t.                      |
| 3e                        | Olaf Ludwig               | Allemagne                 | Telekom-Merckx            | m.t.                      |
| 4e                        | Nicola Minali             | Italie                    | Gewiss-Ballan             | m.t.                      |
| 5e                        | Christophe Capelle        | France                    | GAN                       | m.t.                      |
| 6e                        | Silvio Martinello         | Italie                    | Mercatone Uno-Medeghini   | m.t.                      |
| 7e                        | Mario De Clercq           | Belgique                  | Lotto-Caloi               | m.t.                      |
| 8e                        | Jesper Skibby             | Pays-Bas                  | TVM-Bison Kit             | m.t.                      |
| 9e                        | Johan Museeuw             | Belgique                  | GB-MG Boys Maglificio     | m.t.                      |
| 10e                       | Emmanuel Magnien          | France                    | Castorama                 | m.t.                      |
| modifier                  |                           |                           |                           |                           |

## Classement général
| Classement général après la 7e étape | Classement général après la 7e étape | Classement général après la 7e étape | Classement général après la 7e étape | Classement général après la 7e étape |
|                                      | Coureur                              | Pays                                 | Équipe                               | Temps                                |
| ------------------------------------ | ------------------------------------ | ------------------------------------ | ------------------------------------ | ------------------------------------ |
| 1er                                  | Johan Museeuw                        | Belgique                             | GB-MG Boys Maglificio                | en 34 h 41 min 6 s                   |
| 2e                                   | Sean Yates                           | Royaume-Uni                          | Motorola                             | + 1 s                                |
| 3e                                   | Gianluca Bortolami                   | Italie                               | Mapei-CLAS                           | + 7 s                                |
| 4e                                   | Flavio Vanzella                      | Italie                               | GB-MG Boys Maglificio                | + 10 s                               |
| 5e                                   | Frankie Andreu                       | États-Unis                           | Motorola                             | + 11 s                               |
| 6e                                   | Djamolidine Abdoujaparov             | Ouzbékistan                          | Polti-Vaporetto                      | + 19 s                               |
| 7e                                   | Miguel Indurain                      | Espagne                              | Banesto                              | + 26 s                               |
| 8e                                   | Lance Armstrong                      | États-Unis                           | Motorola                             | + 38 s                               |
| 9e                                   | Thierry Marie                        | France                               | Castorama                            | + 43 s                               |
| 10e                                  | Armand de Las Cuevas                 | France                               | Castorama                            | + 44 s                               |
| modifier                             |                                      |                                      |                                      |                                      |

## Classements annexes

### Classement par points
| Classement par points | Classement par points    | Classement par points | Classement par points   | Classement par points |
| --------------------- | ------------------------ | --------------------- | ----------------------- | --------------------- |
|                       | Coureur                  | Pays                  | Équipe                  | Point(s)              |
| 1er                   | Djamolidine Abdoujaparov | Ouzbékistan           | Polti-Vaporetto         | 184 points            |
| 2e                    | Silvio Martinello        | Italie                | Mercatone Uno-Medeghini | 139 pts               |
| 3e                    | Olaf Ludwig              | Allemagne             | Telekom-Merckx          | 131 pts               |
| modifier              |                          |                       |                         |                       |

### Classement du meilleur grimpeur
| Classement du meilleur grimpeur | Classement du meilleur grimpeur | Classement du meilleur grimpeur | Classement du meilleur grimpeur | Classement du meilleur grimpeur |
| ------------------------------- | ------------------------------- | ------------------------------- | ------------------------------- | ------------------------------- |
|                                 | Coureur                         | Pays                            | Équipe                          | Point(s)                        |
| 1er                             | Peter De Clercq                 | Belgique                        | Lotto-Caloi                     | 51 points                       |
| 2e                              | Francisco Cabello               | Espagne                         | Kelme-Avianca-Gios              | 30 pts                          |
| 3e                              | Claudio Chiappucci              | Italie                          | Carrera-Tassoni                 | 28 pts                          |
| modifier                        |                                 |                                 |                                 |                                 |

### Classement du meilleur jeune
| Classement général du meilleur jeune | Classement général du meilleur jeune | Classement général du meilleur jeune | Classement général du meilleur jeune | Classement général du meilleur jeune |
|                                      | Coureur                              | Pays                                 | Équipe                               | Temps                                |
| ------------------------------------ | ------------------------------------ | ------------------------------------ | ------------------------------------ | ------------------------------------ |
| 1er                                  | Lance Armstrong                      | États-Unis                           | Motorola                             | en 34 h 41 min 44 s                  |
| 2e                                   | Abraham Olano                        | Espagne                              | Mapei-CLAS                           | + 34 s                               |
| 3e                                   | Vicente Aparicio                     | Espagne                              | Banesto                              | + 1 min 1 s                          |
| modifier                             |                                      |                                      |                                      |                                      |

### Classement par équipes
| Classement par équipes | Classement par équipes | Classement par équipes | Classement par équipes |
|                        | Équipe                 | Pays                   | Temps                  |
| ---------------------- | ---------------------- | ---------------------- | ---------------------- |
| 1re                    | Motorola               | États-Unis             | en 104 h 3 min 52 s    |
| 2e                     | GB-MG Boys Maglificio  | Italie                 | + 43 s                 |
| 3e                     | Castorama              | France                 | + 1 min 36 s           |
| modifier               |                        |                        |                        |